# 豊川鉄道電機50形電気機関車
豊川鉄道電機50形電気機関車（とよかわてつどうでんき50がたでんききかんしゃ）、および鳳来寺鉄道電機51形電気機関車（ほうらいじてつどうでんき51がたでんききかんしゃ）は、豊川鉄道および豊川鉄道の傍系事業者である鳳来寺鉄道が、1925年（大正14年）に新製した直流電気機関車である。
両形式とも保有事業者である豊川鉄道および鳳来寺鉄道の戦時買収・国有化によって鉄道省）籍へ編入され、1952年の称号規程改正に際してED28形（初代）へ統合された。

## 概要
1925年（大正14年）11月にイギリスのイングリッシュ・エレクトリック (EE) 社より輸入した小型電気機関車で、各社1両、計2両が輸入された。国有鉄道（鉄道省）の東海道本線電化時に輸入されたED50形等と同じ、いわゆる「デッカー」の一党であるが、その他の「デッカー」が箱型車体であるのに対して両形式は凸型であり、凸型の「デッカー」は、日本では両形式のみである。小さな運転台の前後にボンネットを有しているが、台車はボンネットの前端からさらに前方に張り出しており、両形式の特徴的な形態を作り出している。

## 導入後の変遷
1930年（昭和5年）10月に豊川鉄道電機50形はデキ50形に改形式され、鳳来寺鉄道の電機51形はデキ100形 (100) に改番された。さらに1938年（昭和13年）1月18日付けで鳳来寺鉄道のデキ100はデキ50形デキ50に改番され、その翌日付けで豊川鉄道のデキ50はデキ50形デキ51に改番されている。この頃は白っぽい、明るい系統の色に塗装されていたようである。 
1943年（昭和18年）8月に両社とも、戦時買収により鉄道省籍に編入され、両形式は私鉄時代の番号のままデキ50形として引き続き飯田線で使用された。1952年（昭和27年）に日本国有鉄道（国鉄）形式ED28形とされ、鳳来寺鉄道由来のデキ50が ED28 1、豊川鉄道由来のデキ51が ED28 2 となった。ED28 2は国鉄在籍のまま京福電気鉄道福井支社に一時入線している。この頃になると、塗色は真っ黒となった。
ED28 1は1956年（昭和31年）2月1日、ED28 2は1959年（昭和34年）に廃車された。1は近江鉄道に、2は遠州鉄道にそれぞれ譲渡され、いずれも国鉄時代の番号のまま使用された。このうち、近江鉄道に譲渡されたED28 1は、1963年（昭和38年）に西武所沢車両工場へ売却、同工場で降圧改造の上山形交通に再譲渡され、ED1形式のED2と改番のうえ、同社の高畠線で1974年（昭和49年）の同線廃止まで使用された。

## 遠州鉄道ED28形
遠州鉄道（遠鉄）では1959年（昭和34年）10月に国鉄から1両が譲渡され、1960年（昭和35年）に貨物輸送増強のため導入された。入線に際し、直流1,500Vから600Vへの降圧改造が施され、その後遠州鉄道の昇圧に伴って750Vに再昇圧された。導入当初は鉄道線（西鹿島線）で貨物輸送に使われていたが、1967年（昭和42年）3月31日付で貨物輸送が廃止になると、東芝製の標準形機関車であるED221号機と共に工事列車の牽引のため残された。1984年（昭和59年）2月15日にED221号機が廃車になると、遠州鉄道最後の電気機関車となった。通常はホキ800形とともに遠州西ヶ崎駅に留置されている。
稼働は深夜の工事での運行のみで、保安装置やダイヤ上の影響で昼間の運行は原則として不可能である。なお、遠州鉄道では廃車後の解体を遠州西ヶ崎駅のED282などが留置されている区画で行うため、その際には西鹿島駅や新浜松駅などに回送される。現在では、検査期限を延ばすため、使用しない時期には休車扱いとなることがある。検査時には再塗装されることもあり、入場の際は2000形などの旅客車両に牽引される。
主要諸元
| 電気方式                   | 直流750V                     |
| 主要寸法 （全長×全高、mm） | 9,090×2,405                  |
| 主電動機定格出力           | 74kW×4基                     |
| 制動方式                   | 元空気溜管式自動空気ブレーキ |

## 経歴
- 1925年11月 - 豊川鉄道電機50形50、及び鳳来寺鉄道電機51形51としてイングリッシュ・エレクトリック社より輸入新造。
- 1930年10月 - 電機50形をデキ50形50に形式変更。電機51形をデキ100形100に形式変更し改番。
- 1938年1月19日 - デキ100形を（鳳来寺鉄道）デキ50形に形式変更し、50に改番。豊川鉄道デキ50形は51改番。
- 1943年8月 - 戦時買収により豊川鉄道及び鳳来寺鉄道が鉄道省に編入される。ただし形式・車番は据え置き。
- 1952年 - 形式をED28形に変更。番号は元鳳来寺のデキ50が ED28 1 、元豊川のデキ51が ED28 2となる。
- 1956年2月1日 - ED28 1 が廃車となり近江鉄道へ譲渡。形式・番号とも国鉄時代のまま。
- 1959年 - ED28 2 が廃車となり遠州鉄道へ譲渡。国鉄での形式消滅となる。
- 1960年2月5日 - ED28 2 が遠州鉄道で運用開始。形式・番号とも国鉄時代のまま。
- 1963年 - 近江鉄道ED28 1が西武所沢車両工場に売却され、同工場で降圧改造のうえ山形交通に再譲渡、ED2 の番号となりED1形[注 5]に編入、高畠線に配置。
- 1974年11月18日 - 山形交通高畠線が廃線となる。ED2は廃車後リナワールドにて静態保存される。
- 2012年11月 - ED2がリナワールドから撤去された。撤去後の処遇は不明。